# Система мір і ваг Стародавнього Єгипту
Система мір і вагів Стародавнього Єгипту — система вимірювання відстаней, площ, об'ємів і ваг, що застосовувалася в Стародавньому Єгипті з часів утворення держави до Елліністичного періоду.

## Загальна характеристика
У багатьох напрямах діяльності давніх єгиптян простежується певний, математичний, порядок. Так, довжина папірусів, які використовувалися для письма школярами, була строго визначена і становила 10 пальців, або 16,6 см. Лінійки виготовлялися з каменю або дерева, на їх поверхню наносилася шкала з розподілами.
Єгиптяни вимірювали вагу гирями і вагами. Ваги з'явилися ще в епоху Давнього царства, але спочатку ними користувалися тільки ювеліри і золотих справ майстри. Гирі виготовлялися з полірованого каменя й мали круглу або прямокутну форму. Починаючи з Нового царства стали застосовувати бронзові гирі у вигляді тварин.

## Відстані і довжина
Основу визначення відстаней становили крок, шем, давньоєгипетський фарсах (парасанг) та міра річки царська. Довжина вираховувалася з огляду на довжину пальця (джеба) та долоні (цей ієрогліф також розшифровують як долоню руки з розчепіреними пальцями). Протягом тривалого періоду співвідношення було незмінне. Лише у час Пізнього царства (з V ст. до н. е.) цифра збільшилася.
| D50 |

| D50 |

| D48 |

| D48 |

| D46 |

| D46 |

| D49 |

| D49 |

| H7 | G36 |

| H7 | G36 |

| H7 | O29 |

| H7 | O29 |

| D45 |

| D45 |

| D41 |

| D41 |

| D42 | G36 |

| D42 | G36 |

| M23 | t | n | D42 |

| M23 | t | n | D42 |

| N35 · D58 | M17 | V1 | T19 |

| N35 · D58 | M17 | V1 | T19 |

| W24 | G43 | V28 |

| W24 | G43 | V28 |

| M17 | X1 · D21 | G43 | N35B | N36 · N21 · Z1 |

| M17 | X1 · D21 | G43 | N35B | N36 · N21 · Z1 |

## Площа
Основу визначення площі з часів Давнього царства визначали зі співвідношення до сетхата (сетата). Ця система зберігалася протягом існування усіх періодів Стародавнього Єгипту. Вона також тривала за часів еллінізму (в період правління династії Птолемеїв) та у Римський період. Навіть зберігався на початку Візантійського періоду. Тоді сетхат називався арура.
| Z9 |

| Z9 |

| D41 |

| D41 |

| a |

| a |

| V28 | G1 | X1 | N37 | M12 |

| V28 | G1 | X1 | N37 | M12 |

| M12 |

| M12 |

| G38 |

| G38 |

| Aa2 · Y1 |

| Aa2 · Y1 |

| Y5 · N35 | M40 |

| Y5 · N35 | M40 |

| s | t | F29 | t | Z4 |

| s | t | F29 | t | Z4 |

| M12 |

| M12 |

## Об'єм
Визначення сипучих речовин та рідин визначалося, спираючись на значення банки (хіну) та діжки (хекат).
| Aa1 · r |

| Aa1 · r |

| T14 | U9 |

| T14 | U9 |

| U9 |

| U9 |

| h | n | W24 · V1 | W22 |

| h | n | W24 · V1 | W22 |

| r |

| r |

## Вага
| D46 | D58 | N35 · F46 |

| D46 | D58 | N35 · F46 |

| Aa28 | X1 · S106 |

| Aa28 | X1 · S106 |

## Час
| E34 | N35 | W24 | X1 | N14 |

| E34 | N35 | W24 | X1 | N14 |

| O4 | D21 | G43 | N5 |

| O4 | D21 | G43 | N5 |

| N11 · N14 | d |

| N11 · N14 | d |

| M8 | Aa1 · t | N5 |

| M8 | Aa1 · t | N5 |

| pr | r | t | N5 |

| pr | r | t | N5 |

| S | n | n · n | N5 |

| S | n | n · n | N5 |

| M4 | X1 | Z1 |

| M4 | X1 | Z1 |